# Karma to Burn
I Karma to Burn, conosciuti anche come K2B, sono un gruppo musicale statunitense formatosi a Morgantown (Virginia Occidentale) nel 1997 e inizialmente composto dal chitarrista William Mecum, dal bassista Rich Mullins e dal batterista Chuck Nicholas.
I Karma to Burn sono noti per il proprio sound, completamente strumentale e influenzato da band come Kyuss e The Obsessed. Il gruppo stesso ha coniato la definizione malternative per descrivere il proprio stile.
Una particolarità del gruppo risiede nella scelta dei titoli dei propri brani. La stragrande maggioranza di essi si chiama infatti con dei numeri, scelti apparentemente in maniera casuale, come ad esempio: Eight, Forty-seven, Six, Thirty e così via.

## Storia del gruppo
Il gruppo, fondatosi a metà degli anni novanta, si è sciolto in maniera non ufficiale nel 2002, quando il bassista Rich Mullins è entrato a far parte della formazione degli Speedealer. Mullins si è poi unito agli Year Long Disaster, Oswald ai Nebula e Mecum ai Treasure Cat.
Nel 2009 i Karma to Burn sono tornati a suonare assieme per un tour negli Stati Uniti e in Europa, durante il quale hanno presentato diversi brani inediti e si sono esibiti anche al Download Festival in Inghilterra.
Nel novembre del 2009 hanno inoltre pubblicato un DVD dal vivo, intitolato Live 2009 - Reunion Tour, contenente un intero concerto registrato nell'ultimo tour con l'aggiunta di brani ripresi da esibizioni passate.
Il 29 Aprile 2021 il chitarrista William Mecum decede a seguito di un trauma cranico dovuto ad una caduta accidentale.

## Formazione

### Formazione attuale
- Eric von Clutter – basso
- Evan Devine – batteria

### Ex componenti
- William Mecum – chitarra

- Rich Mullins – basso
- Rob Halkett – basso
- Chuck Nicholas – batteria
- Nathan Limbaugh – batteria
- Rob Oswald – batteria
- Jason Jarosz – voce

## Discografia

### Album in studio
- 1997 – Karma to Burn
- 1999 – Wild Wonderful Purgatory
- 2001 – Almost Heathen
- 2010 – Appalachian Incantation
- 2011 – V
- 2012 – Slight Reprise
- 2014 – Arch Stanton
- 2016 – Mountain Czar

### Demo
- 1995 – Karma to Burn
- 1996 – Wild, Wonderful & Apocalyptic

### EP
- 2016 – Mountain Czar

### DVD
- 2009 – Live 2009 - Reunion Tour
- 2013 - Live in Brussels